# امامزاده احمد (تفرش)
امامزاده احمد معروف به شاهزاده احمد از نوادگان موسی کاظم است که آرامگاه وی در روستای کوهین متصل به جنوب شرقی شهر تفرش قرار دارد. ساخت آن را به قرن هشتم هجری مربوط می‌دانند، اما بازسازی و تکمیل بنا به شکل اصولی در نیمه دوم قرن نهم قمری و زمان شاه طهماسب صفوی دومین پادشاه سلسله صفوی انجام شده است.

## بقعه امامزاده احمد
تاریخ ساخت این اماکن بین سال ۹۵۰ تا ۹۵۵ قمری را نشان می‌دهد. اکثر معماران و سازندگان این امامزادگان منطقه تفرش و آشتیان، کسوایی یعنی اهل روستای «کسوا» از بخش خلجستان قم بوده‌اند.
ساختمان این امامزاده شامل بقعه، قبه، ایوان، حجره و حیاط است. بقعه هشت ضلعی و شامل گنبد کلاهخودی رفیع از آجر تراش داده شبیه گنبد ابو لعلی مهدی و ساق گنبدی به طول تقریبی چهار متر است. گویا دارای همان نوع معماری است و به نظر می‌رسد ساخت آن توسط یک معمار صورت گرفته و در یک زمان به اتمام رسیده باشد.
بقعه هش ضلعی با مساحت ۱۰/۶*۱۰*۶ که آینه‌کاری بسیار زیبا بدنه و سقف آن را پوشانده است. بدنه به ارتفاع ۲۰/۱ از سنگ مرمر است. ضریح امامزاده جدید و کار اصفهان است.
گنبد دارای دو پوشش خارجی از آجر است که آینه‌کاری زیبا دارد. بقعه دو در شمالی و جنوبی دارد که درِ شمالی آستانه‌ای آینه‌کاری شده دارد و در آن کتیبه‌هایی بر روی کاشی معرق لاجوردی با خطوط ثلث و نستعلیق به چشم می‌خورد. در طرفین آستانه امامزاده دو حجره قرار دارند که با راه پله‌ای به طبقه بالا متصل می‌شوند و بدنه و سقف آنها تماماً آینه‌کاری شده است.
در ضلع جنوبی ایوانی است رفیع با طاق هشتی و مقرنس گچ و درِ دو لنگه چوبی. ارتفاع این ایوان هفت متر است که با طاق جناقی پوشیده شده است. مصالح به‌کار رفته در بنا خشت خام و ملات گل است و در نما و طاق‌ها همه از آجر با ملات گچ کار شده است.
این امامزاده دارای حیاط مستطیل شکل بسیار بزرگ از جهت شمال به جنوب است و در آن قبور متعددی به چشم می‌خورد و در ضلع شرقی به قبرستان بزرگی متصل می‌گردد. در ضلع جنوبی و شرقی، در انتهای حیاط نه حجره با طاق ضربی حصیری به ارتفاع چهار متر و ابعاد ۲۰/۳*۳۶/۴ قرار دارد. حجره‌های شرقی نیز به ارتفاع چهار متر و ۳*۶۰/۵ است که به شکل قطاری ضلع جنوبی و شرقی را احاطه کرده و از سطح زمین بالاتر قرار گرفته که نمایی زیبا به این مجموعه داده است.
صندوق چوبی این اماکن مذهبی در زمان این شاه و به دستور حاکمان محلی وقت منبت و کنده‌کاری شده و بر روی آن، سلسله نسب و تاریخ ساخت به صورت کلی و دقیق ثبت گردیده است.